# Spazzys

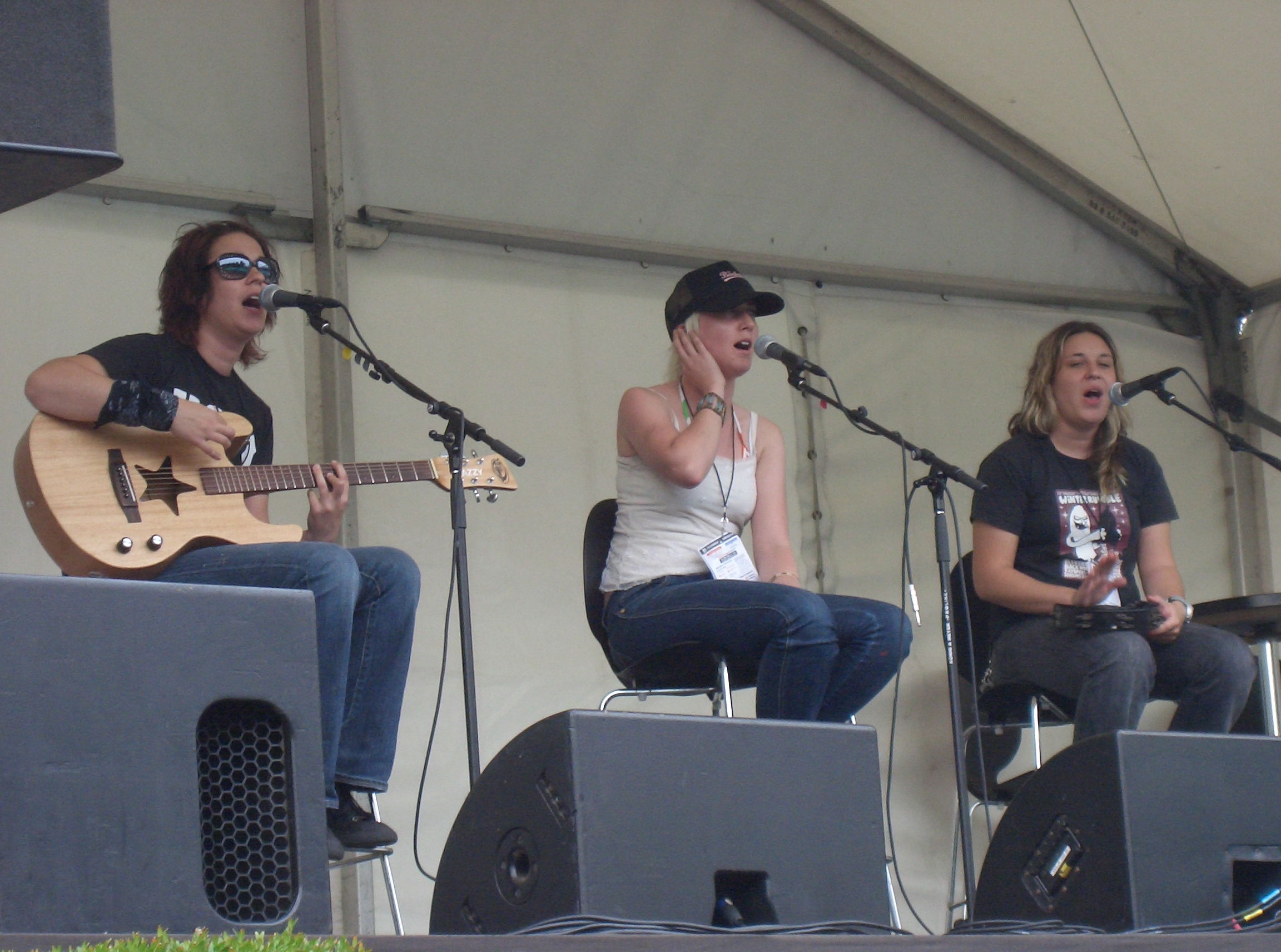
Spazzys 2006 Australian Open

The Spazzys é uma banda de pop punk de Melbourne, Austrália, formada em 2000 pelas irmãs gêmeas Kat e Lucy, acompanhadas por Ally na bateria.

## Membros
- Kat Spazzy (guitarra)
- Lucy Spazzy (baixo)
- Ally Spazzy (bateria)

Todas as três cantam e fazem vocal de apoio, sendo Kat a vocalista na maior parte das canções.

## Discografia

### Álbuns
- Aloha! Go Bananas (2004)

### EP
- I Met Her At The 7-11
- The Sunshine Drive

### Compactos
- "Paco Doesn't Love Me" (2004)
- "Hey Hey Baby" (2004)
- "My Boyfriend's Back" (2005) #24 Australia
- "Divorce" (2006)